# Raymond Schwartz
Raymond Schwartz (8. dubna 1894 – 14. května 1973) byl francouzský ředitel banky a esperantský básník, humorista a kabaretiér.

## Dílo
Byl redaktorem humoristického časopisu La pirato. V revui Sennaciulo měl stálou rubriku el mia … ridpunkto. V Paříži založil esperantský kabaret Verda kato a po druhé světové válce založil kabaret Tri Koboldoj.

### Básnické sbírky
Jeho básně se nachází na hranici šansonů, jsou psány v kabaretním slohu, vtipně a ironicky.
- Verdkata testamento
- La stranga butiko
- Sur GOJA podio. Jsou to básně a šansony v kabaretním slohu, vtipné a ironiché.

### Próza
- Pro-zo ridetanta, povídky
- Vole-novele, novely.
- Anni kaj Montmartre, román
- Kiel akvo de l' rivero. generační román
- Kun siaspeca spico, humoristické novely